# Ifako-Ijaye
Ifako-Ijaye ist eine Local Government Area im Bundesstaat Lagos. Sie hat etwa 589.000 Einwohner und ist ein Teil der Metropolregion Lagos.
Die Ifako-Ijaiye Local Government wurde zusammen mit 183 anderen Local Governments am 1. Oktober 1996 von General Sani Abacha, dem damaligen Staatsoberhaupt, gegründet. Sie wurde aus der Local Government Area Agege ausgegliedert, mit Sitz in Ifako. Die Volkszählung von 1991 ergab, dass die Mehrheit der Einwohner Yoruba waren. Heute leben viele Ethnien Nigerias in dem Gebiet.